# Roberto Franco
Roberto Franco (* 6. Mai 1964 in Biella, Piemont) ist ein ehemaliger italienischer Freestyle-Skier. Er war auf die nicht mehr ausgetragene Disziplin Ballett (Acro) spezialisiert. In dieser Disziplin wurde er 1991 Vizeweltmeister und gewann einmal die Disziplinenwertung im Weltcup sowie drei Einzelwettkämpfe.

## Biografie
Roberto Franco nahm 1981 und 1983 jeweils an den internationalen Freestyle-Jugendmeisterschaften teil und belegte im Ballett die Ränge 16 und zehn. Sein Debüt im Freestyle-Skiing-Weltcup gab er im Alter von nur 17 Jahren im März 1982 in Livigno. Im Dezember 1985 konnte er sich mit Rang neun in Zermatt erstmals im Spitzenfeld klassieren. Bei den ersten Weltmeisterschaften in Tignes wurde er ebenfalls Neunter. Zwei Jahre später erreichte er als Dritter in Inawashiro seinen ersten Podestplatz, beim Demonstrationswettbewerb im Rahmen der Olympischen Spiele von Calgary belegte er Rang acht.
In der Folge konnte sich Franco unter den besten zehn im Weltcup etablieren. Die Weltmeisterschaften in Oberjoch schloss er auf Rang sechs ab. In der Saison 1989/90 feierte er in La Plagne und Inawashiro seine ersten beiden Weltcupsiege und klassierte sich in jedem Wettkampf unter den besten vier. Die Disziplinenwertung entschied er vor Rune Kristiansen und dem bisherigen Dominator Hermann Reitberger für sich. Im Folgewinter gelang ihm in Tignes ein weiterer Sieg, bei den Weltmeisterschaften in Lake Placid musste er sich nur Lane Spina geschlagen geben und gewann die Silbermedaille. Danach belegte er noch einige dritte Plätze, konnte im Weltcup aber nicht mehr an seine stärkste Saison anknüpfen. Beim Demonstrationswettbewerb der Olympischen Spiele von Albertville trat er mit einem Medley von Prokofjew und Debussy auf und wurde mit einem Sturz Siebenter. Bei seinen letzten Weltmeisterschaften in Zauchensee belegte er Rang fünf. Seinen letzten Weltcup bestritt er im Dezember 1994 in Tignes.

## Erfolge

### Olympische Spiele
- Calgary 1988: 8. Ballett (Demonstrationswettbewerb)
- Albertville 1992: 7. Ballett (Demonstrationswettbewerb)

### Weltmeisterschaften
- Tignes 1986: 9. Ballett
- Calgary 1988: 8. Ballett
- Oberjoch 1989: 6. Ballett
- Lake Placid 1991: 2. Ballett
- Altenmarkt-Zauchensee 1993: 5. Ballett

### Weltcupwertungen
| Saison  | Gesamt | Gesamt | Ballett | Ballett |
| Saison  | Platz  | Punkte | Platz   | Punkte  |
| ------- | ------ | ------ | ------- | ------- |
| 1984    | 121.   | 0      | 53.     | 1       |
| 1984/85 | 127.   | 0      | 58.     | 1       |
| 1985/86 | 63.    | 7      | 24.     | 33      |
| 1986/87 | 44.    | 12     | 15.     | 75      |
| 1987/88 | 34.    | 16     | 12.     | 111     |
| 1988/89 | 21.    | 20     | 8.      | 141     |
| 1989/90 | 7.     | 24     | 1.      | 146     |
| 1990/91 | 18.    | 22     | 4.      | 197     |
| 1991/92 | 17.    | 22     | 5.      | 172     |
| 1992/93 | 9.     | 89     | 4.      | 620     |
| 1993/94 | 53.    | 44     | 19.     | 356     |
| 1994/95 | 84.    | 12     | 28.     | 84      |

### Weltcupsiege
Franco errang im Weltcup 21 Podestplätze, davon 3 Siege:
| Datum             | Ort        | Land       | Disziplin |
| ----------------- | ---------- | ---------- | --------- |
| 14. Dezember 1989 | La Plagne  | Frankreich | Ballett   |
| 9. Februar 1990   | Inawashiro | Japan      | Ballett   |
| 8. Dezember 1990  | Tignes     | Frankreich | Ballett   |

### Weitere Erfolge
- Vizeeuropameister im Skiballett 1990